# La Zarza de Pumareda
La Zarza de Pumareda es un municipio y localidad española de la provincia de Salamanca, en la comunidad autónoma de Castilla y León. Se integra dentro de la comarca de Vitigudino y la subcomarca de La Ramajería. Pertenece al partido judicial de Vitigudino.
Su término municipal está formado por un solo núcleo de población, ocupa una superficie total de 28,30 km² y según los datos demográficos recogidos en el padrón municipal elaborado por el INE en el año 2017, cuenta con una población de 152 habitantes. Parte de su territorio se sitúa dentro del parque natural de Arribes del Duero, un espacio natural protegido de gran valor ambiental y turístico.

## Etimología
Antiguamente conocido como «Sarça de Conosapo», el topónimo del pueblo proviene del sustantivo vegetal «zarza» y es que durante la Edad Media en el área leonesa fue bastante común el empleo de nombres de árboles o plantas para denominar las localidades que se fueron fundando, como por ejemplo las de Cerezal de Peñahorcada, Saucelle, El Manzano, Moral de Sayago, Carbajales de Alba, La Alameda, etc.
El sobrenombre de «Pumareda» podría obedecer al reparto en el siglo XV de terrenos de La Zarza entre García de Ledesma y el Licenciado Pumareda, legando este personaje a la localidad el apellido de «Pumareda», que nos indicaría un origen asturiano o leonés de dicha persona, pues «pumareda» es una palabra en leonés que se traduce por campo de manzanos.

## Símbolos

### Escudo
El escudo heráldico que representa al municipio fue aprobado el 24 de septiembre de 2007 con el siguiente blasón:

«Escudo cortado. Primero, de Azur un puente de tres ojos en oro mazonado en sable. Segundo, de plata con una zarza hojada y frutada al natural. Timbrado de la Corona Real Española»
Boletín Oficial de Castilla y León nº 202 de 17 de octubre de 2007

### Bandera
La bandera municipal fue aprobada también el 24 de septiembre de 2007 con la siguiente descripción textual:

«Bandera cuadrada de proporciones 1/1 Partida a un cuarto y enclavijada de morado, primero y banco, segundo. Figurando en la franja azul centrada y sobrepuesta una torre de plata centrada y sobrepuesta, una zarza al natural»
Boletín Oficial de Castilla y León nº 202 de 17 de octubre de 2007

## Geografía

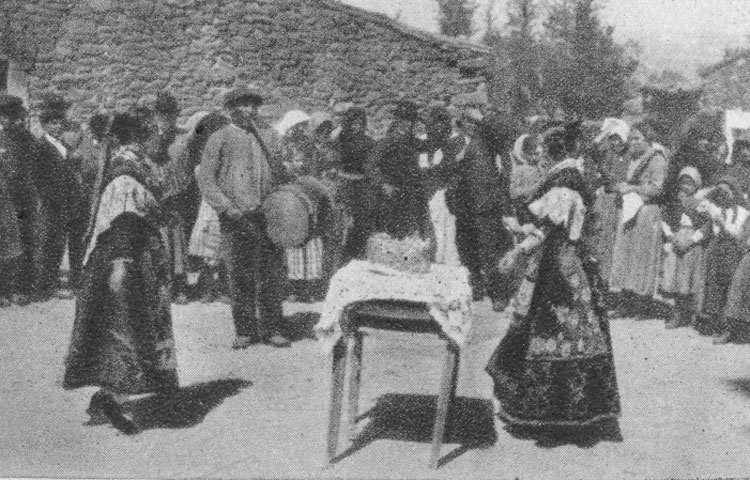
Baile de la rosca

La Zarza de Pumareda se encuentra situada en el noroeste salmantino. Dista 97 km de Salamanca capital. 
Se integra dentro de la comarca de La Ramajería. Pertenece a la Mancomunidad Centro Duero y al partido judicial de Vitigudino.
Su término municipal se encuentra dentro del parque natural de Arribes del Duero, un espacio natural protegido de gran atractivo turístico.
| Noroeste: Salto de Aldeadávila   | Norte: Aldeadávila de la Ribera | Noreste: Masueco            |
| Oeste: Mieza                     |                                 | Este: Fuentes de Masueco    |
| Suroeste: Cerezal de Peñahorcada | Sur: El Milano                  | Sureste: Cabeza del Caballo |

## Historia
La Reconquista de la zona, hasta entonces bajo dominio musulmán, la realiza el Reino de León, que surge a partir del Reino de Asturias de Don Pelayo y del que luego se subdividirían y/o desgajarían el Condado de Castilla, el Reino de Galicia y el Reino de Portugal. La repoblación de las tierras conquistadas llevada a cabo por los reyes leoneses planteó una disposición muy distinta de la actual, basando su desarrollo en el modelo repoblador gallego, que consistía en disponer muchas aldeas de pequeño tamaño y muy próximas entre sí, esquema que a la larga hizo insostenibles económicamente a muchas de ellas. En documentos de 1265 están registradas «Simirera», «Aveto» o «Robredo de las Casas» (posteriormente «Robredo de Santo Domingo»). En los siglos XIV y XV existieron con parroquia propia las de «Quadrilleros» (en Corporario), la de «Alcornocal» (próxima al Teso Alcornoque de Aldeadávila) y la de «La Revilla de Aldeadávila», que fueron abandonadas hacia los siglos XVII y XVIII. Finalmente perduraron hasta el siglo XIX las de «La Verde» (o «Santa Marina») y la de «Robredo de Santo Domingo». Gracias a los esfuerzos de vecinos de Aldeadávila de la Ribera y La Zarza se están empezando a rescatar restos medievales de tumbas y ermitas.
La fundación de La Zarza se remonta a la Edad Media, obedeciendo a las repoblaciones efectuadas por los reyes leoneses y denominado originalmente «Zarza Conosapo». Durante aquella época quedó encuadrado en la Roda de Mieza, dentro del concejo de Ledesma y entre los siglos XVI y XVIII pasó a ser un anejo de Aldeadávila de la Ribera, localidad de la que volvió a desgajarse posteriormente para depender, hasta la abolición de los señoríos en el siglo XIX, del Conde de Ledesma. 
Con la división territorial de España de 1833 en la que se crean las actuales provincias, La Zarza queda encuadrada dentro de la Región Leonesa, formada por las provincias de León, Zamora y Salamanca, de carácter meramente clasificatorio, sin operatividad administrativa, que a grandes rasgos vendría a recoger la antigua demarcación del Reino de León (sin Galicia ni Asturias).

## Demografía
La Zarza de Pumareda cuenta con una población de 133 habitantes (INE 2024).
| Gráfica de evolución demográfica de La Zarza de Pumareda entre 1842 y 2021                                          |
| |
| Población de derecho según los censos de población del INE Población de hecho según los censos de población del INE |

Según el Instituto Nacional de Estadística, La Zarza tenía, a 1 de enero de 2021, una población total de 138 habitantes, de los cuales 84 eran hombres y 54 mujeres. Respecto al año 2000, el censo reflejaba 198 habitantes, de los cuales 110 eran hombres y 88 mujeres. Por lo tanto, la pérdida de población en el municipio para el periodo 2000-2021 ha sido de 60 habitantes, un 30 % de descenso.

## Monumentos y lugares de interés
- Iglesia de San Lorenzo
- Puente Robledo, Grande, o de Santo Domingo (siglo XVII-XVIII)
- Torreón o Torre del Reloj (1921)
- Pozo Airón o Pozairón

## Administración y política

### Gobierno municipal
| Partido político                         | 2023  | 2023  | 2023       | 2019  | 2019  | 2019       | 2015  | 2015  | 2015       | 2011  | 2011  | 2011       | 2007  | 2007  | 2007       | 2003  | 2003  | 2003       |
| Partido político                         | %     | Votos | Concejales | %     | Votos | Concejales | %     | Votos | Concejales | %     | Votos | Concejales | %     | Votos | Concejales | %     | Votos | Concejales |
| Unión del Pueblo Leonés (UPL)            | 52,35 | 78    | 3          | —     | —     | —          | —     | —     | —          | —     | —     | —          | —     | —     | —          | —     | —     | —          |
| Partido Popular (PP)                     | 42,95 | 64    | 2          | 82,76 | 72    | 5          | 87,00 | 87    | 5          | 71,79 | 84    | 5          | 64,15 | 68    | 4          | 62,60 | 82    | 4          |
| Partido Socialista Obrero Español (PSOE) | 4,70  | 7     | 0          | 17,24 | 15    | 0          | 13,00 | 13    | 0          | 24,79 | 29    | 0          | 24,53 | 26    | 1          | 29,01 | 38    | 1          |
| Unión del Pueblo Salmantino (UPSa)       | —     | —     | —          | —     | —     | —          | —     | —     | —          | 4,72  | 5     | 0          | —     | —     | —          | —     | —     | —          |

El alcalde de La Zarza no recibe ningún tipo de prestación económica por su trabajo al frente del Ayuntamiento (2017).

### Elecciones autonómicas
| Partido político                         | 2019  | 2019  | 2015  | 2015 | 2011  | 2011 | 2007  | 2007 | 2003  | 2003 | 1999  | 1999 | 1991  | 1991 | 1987  | 1987 | 1983  | 1983 |
| Partido político                         | Votos | %     | Votos | %    | Votos | %    | Votos | %    | Votos | %    | Votos | %    | Votos | %    | Votos | %    | Votos | %    |
| Partido Popular (PP)                     | 56    | 54,90 | —     | —    | —     | —    | —     | —    | —     | —    | —     | —    | —     | —    | —     | —    | —     | —    |
| Partido Socialista Obrero Español (PSOE) | 20    | 19,60 | —     | —    | —     | —    | —     | —    | —     | —    | —     | —    | —     | —    | —     | —    | —     | —    |
| Ciudadanos (Cs)                          | 14    | 13,70 | —     | —    | —     | —    | —     | —    | —     | —    | —     | —    | —     | —    | —     | —    | —     | —    |
| Unión del Pueblo Leonés (UPL)            | 6     | 5,90  | —     | —    | —     | —    | —     | —    | —     | —    | —     | —    | —     | —    | —     | —    | —     | —    |
| Vox                                      | 4     | 3,90  | —     | —    | —     | —    | —     | —    | —     | —    | —     | —    | —     | —    | —     | —    | —     | —    |
| Contigo Somos Democracia                 | 1     | 1,00  | —     | —    | —     | —    | —     | —    | —     | —    | —     | —    | —     | —    | —     | —    | —     | —    |